# Oxynoe kabirensis
Oxynoe kabirensis is een slakkensoort uit de familie van de Oxynoidae. De wetenschappelijke naam van de soort is voor het eerst geldig gepubliceerd in 1980 door Hamatani.